# Social Cues
Social Cues ist das 5. Studioalbum der amerikanischen Rockband Cage the Elephant. Es erschien am 19. April 2019, nachdem es am 31. Januar desselben Jahres angekündigt wurde. Die Aufnahmen fanden 2018 in Nashville, Tennessee und Los Angeles, Kalifornien, statt.

## Titelliste
Alle Titel wurden von Brad Shultz, Daniel Tichenor, Jared Champion, Matt Shultz, Matthan Minster & Nick Bockrath geschrieben. Produzent John Hill war darüber hinaus beteiligt an Broken Boy, Social Cues und Dance Dance. Am Titel Night Running partizipierten außerdem Beck Hansen und Natalie Belle Bergmann.
1. Broken Boy – 2:43
2. Social Cues – 3:39
3. Black Madonna – 3:47
4. Night Running (with Beck) – 3:28
5. Skin and Bones – 3:16
6. Ready to Let Go – 3:08
7. House of Glass – 2:35
8. Love’s the Only Way – 4:01
9. The War Is Over – 3:16
10. Dance Dance – 3:10
11. What I’m Becoming – 3:50
12. Tokyo Smoke – 3:26
13. Goodbye – 4:16

## Rezeption
Das Album wurde von der Kritik generell positiv aufgenommen.
So verzeichnet es bei Metacritic einen Metascore von 75 und einen User Score von 8,5.
Laut.de urteilte „Die Band setzt auf alte Stärken, öffnet sich dennoch für neue Elemente. Ihr Sound wird dadurch nicht verwässert, sondern erweitert.“
Der englischsprachige Rolling Stone vergab 4 von 5 Sternen.
„The eclectic Kentucky band channels its mid-career angst on a great album“.